# Indre Østfoldbanen
Indre Østfoldbanen, også kaldet Østre Linje, er en del af Østfoldbanen, en jernbanelinje i det sydøstlige Norge. Indre Østfoldbanen forløber mellem Ski og Sarpsborg. Passagerbefordringen på banen foregår med regiontog på linje R22. I 2002 blev den del af banen, der går mellem Rakkestad og Sarpsborg, nedlagt for passagertransport og bruges derfor nu kun til godstransport og som nødspor ved problemer på Østfoldbanens vestre linje. Desuden køres der kun på strækningen mellem Mysen og Rakkestad i myldretiden.
Indre Østfoldbanen blev indviet i 1882, få år efter den vestre del af Østfoldbanen. Den er på hele strækningen (i alt 80 km) enkeltsporet og elektrificeret.

## Stationsoversigt
På Indre Østfoldbanen findes eller fandtes følgende stationer og trinbrætter:
- Ski Station (1879) - Forbindelse med Østfoldsbanens Vestre Linje via Moss Station.
- Drømtorp Trinbræt (1932-2012)
- Løkenholtet Station (1932-1947)
- Vang Station (1932-?)
- Kråkstad Station (1882)
- Langli Trinbræt (1932-2012)
- Skotbu Station (1908)
- Solberg Station (?-?)
- Tomter Station (1882)
- Elverød Station (1932-?)
- Knapstad Station (1912)
- Spydeberg Station (1882)
- Langnes Trinbræt (1932-2012)
- Askim Station (1882) - Forbindelse med privatbanen Solbergfossbanen 1918-1964.
- Næringsparken Trinbræt (1994-2012)
- Slitu Station (1882)
- Mysen Station (1882)
- Folkenborg Station (1936-?)
- Hotvedt Station (1932-?)
- Eidsberg Station (1882) - Kun myldretid.
- Gutu Station (1928-?)
- Heia Station (1896) - Kun myldretid.
- Kåen Station (1928-?)
- Rakkestad Station (1882) - Kun myldretid.
- Hverven Station (1932-?)
- Gautestad Station (1882-2002)
- Rudskau Station (1928-2002)
- Mikkelshytta Station (1928-?)
- Vestvoll Station (1960-?)
- Ise Station (1882-1989)
- Hafslund Station (1926-2002) - Forbindelse med Østfoldsbanens Vestre Linje via Moss Station og med industribanen Hafslundbanen 1898-1973.
- Sarpsborg Station (ikke længere en del af banen)

|  | Denne artikel kan blive bedre, hvis der indsættes geografiske koordinater Denne artikel omhandler et emne, som har en geografisk lokation. Du kan hjælpe ved at indsætte koordinater i wikidata. |